# Équiprojectivité en physique
Pour un article plus général, voir Torseur.
L’équiprojectivité est la propriété fondamentale des torseurs. En physique, on se limite aux champs de vecteurs dans l'espace affine ℝ3, c'est-à-dire l'espace réel muni d'un repère orthonormé.

## Définition

### Champ équiprojectif
Si l'on considère un champ de vecteurs {\displaystyle \scriptstyle {\vec {\mathcal {M}}}}, parfois appelés « moments », alors par définition, le champ de vecteurs moment est équiprojectif si pour deux points quelconques P et Q :
{\displaystyle {\vec {\mathcal {M}}}(\mathrm {P} )\cdot {\overrightarrow {\mathrm {PQ} }}={\vec {\mathcal {M}}}(\mathrm {Q} )\cdot {\overrightarrow {\mathrm {PQ} }}}.

### Vecteur résultante
Si le champ {\displaystyle \scriptstyle {\vec {\mathcal {M}}}} est équiprojectif, alors il existe un vecteur {\displaystyle \scriptstyle {\vec {\mathcal {R}}}} appelé résultante tel que :
{\displaystyle {\vec {\mathcal {M}}}(\mathrm {P} )={\vec {\mathcal {M}}}(\mathrm {Q} )+{\overrightarrow {\mathrm {PQ} }}\wedge {\vec {\mathcal {R}}}}.
On voit en effet que {\displaystyle \scriptstyle {\overrightarrow {\mathrm {PQ} }}\wedge {\vec {\mathcal {R}}}} est orthogonal à {\displaystyle \scriptstyle {\overrightarrow {\mathrm {PQ} }}}, donc que ce terme s'annule lors du produit scalaire avec {\displaystyle \scriptstyle {\overrightarrow {\mathrm {PQ} }}}.
Le torseur est désigné par son vecteur résultante {\displaystyle \scriptstyle {\vec {\mathcal {R}}}} et son champ de vecteurs {\displaystyle \scriptstyle {\vec {\mathcal {M}}}}, appelé quant à lui champ de vecteurs moment.
Ainsi, si l'on connaît le vecteur résultante et un vecteur moment en un point, on est capable de déterminer le vecteur moment en tout point. Ceci est utilisé en mécanique.

## Cinématique

### Champ des vitesses
Considérons le champ des vecteurs vitesse des points d'un solide, {\displaystyle \scriptstyle {\vec {v}}}. Si le solide est indéformable, alors les points ne s'éloignent pas ni ne se rapprochent. Donc, si l'on considère deux points O et M, le segment [OM] garde la même longueur : 
{\displaystyle {\mathrm {d}  \over \mathrm {d} t}{\overrightarrow {OM}}^{2}=0=2.{\overrightarrow {OM}}.{\mathrm {d}  \over \mathrm {d} t}{\overrightarrow {OM}}=2.{\overrightarrow {OM}}.\left({\overrightarrow {\mathrm {d} M \over \mathrm {d} t}}-{\overrightarrow {\mathrm {d} O \over \mathrm {d} t}}\right)}
Il en résulte que le projections sur {\displaystyle \scriptstyle {\overrightarrow {OM}}} de {\displaystyle \scriptstyle {\vec {v}}(\mathrm {O} )} et de {\displaystyle \scriptstyle {\vec {v}}(\mathrm {M} )} sont identiques, soit d'après la définition du produit scalaire :
{\displaystyle {\vec {v}}(\mathrm {O} )\cdot {\overrightarrow {\mathrm {OM} }}={\vec {v}}(\mathrm {M} )\cdot {\overrightarrow {\mathrm {OM} }}}.
Le champ des vecteurs vitesse est donc équiprojectif.

### Résultante du champ de vitesse
Dans le cas du champ des vecteurs vitesse {\displaystyle {\vec {\mathrm {V} }}}, la résultante est le vecteur vitesse de rotation {\displaystyle {\vec {\Omega }}}. On a alors
{\displaystyle {\vec {\mathrm {V} }}(\mathrm {O} )={\vec {\mathrm {V} }}(\mathrm {M} )+{\overrightarrow {\mathrm {OM} }}\wedge {\vec {\Omega }}}.
Ceci justifie la méthode de résolution graphique avec le centre instantané de rotation (CIR).

### Représentation graphique

Illustration de l'équiprojectivité du champ des vecteurs vitesse.

Cette propriété d'équiprojectivité fournit une méthode de résolution graphique en cinématique :
- si l'on connaît le vecteur vitesse {\displaystyle {\vec {v}}(\mathrm {O} )} d'un point O de l'objet, par exemple point en contact avec un actionneur (extrémité de tige d'un vérin, dent d'engrenage) ;
- si l'on connaît la direction {\displaystyle \Delta _{{\vec {v}}(\mathrm {M} )}} du vecteur vitesse d'un point M de l'objet, par exemple point en contact avec un dispositif de guidage (liaison pivot, liaison glissière) ;
- alors
  1. on détermine la projection de {\displaystyle {\vec {v}}(\mathrm {O} )} sur (OM),
  2. on reporte ce segment en M,
  3. on fait la projection inverse de ce segment sur {\displaystyle \Delta _{{\vec {v}}(\mathrm {M} )}}, ce qui donne {\displaystyle {\vec {v}}(\mathrm {M} )}.

La méthode est une alternative à la méthode du centre instantané de rotation.
Noter que la méthode de résolution analytique reste toujours possible pour obtenir des résultats d'une précision aussi grande que l'on veut : en projetant l'équation vectorielle sur les trois axes X,Y et Z de l'espace, on obtient trois équations algébriques à résoudre.
En effet, si la méthode graphique est intéressante d'un point de vue pédagogique et donne des résultats suffisamment précis pour la plupart des applications conventionnelles, ces résultats sont tributaires de la précision du tracé effectué.
En particulier, on n'a généralement pas le choix des points considérés et, si les directions des vecteurs forment des angles trop faibles, les résultats sont entachés d'une imprécision qui n'est plus négligeable.

## Statique
Le vecteur moment par rapport à un point P d'une force {\displaystyle {\vec {\mathrm {F} }}} dont le point d'application est Q est défini par
{\displaystyle {\vec {\mathcal {M}}}_{\mathrm {P} }({\vec {\mathrm {F} }})={\overrightarrow {\mathrm {PQ} }}\wedge {\vec {\mathrm {F} }}}.
On voit que le champ des vecteurs moment est un champ équiprojectif de vecteur résultante {\displaystyle {\vec {\mathrm {F} }}} et dont la valeur en Q est {\displaystyle {\vec {0}}}. Cette propriété permet de définir le torseur statique.